# Gwiazdowo (Mrągowo)
Gwiazdowo [ɡvjazˈdɔvɔ] (deutsch Sternfelde) ist ein kleiner Ort in der polnischen Woiwodschaft Ermland-Masuren und gehört zur Gmina Mrągowo (Landgemeinde Sensburg) im Powiat Mrągowski (Kreis Sensburg).

## Geographische Lage
Gwiazdowo liegt in der südlichen Mitte der Woiwodschaft Ermland-Masuren, fünf Kilometer südlich der Kreisstadt Mrągowo (deutsch Sensburg).

## Geschichte
Der heutige Weiler (polnisch Osada) Gwiazdowo wurde 1812 als Gutsort Sternfelde gegründet und war bis 1945 ein Wohnplatz innerhalb der Stadtgemeinde Sensburg (polnisch Mrągowo). Er gehörte somit zum Kreis Sensburg im Regierungsbezirk Gumbinnen (1905 bis 1945: Regierungsbezirk Allenstein) in der preußischen Provinz Ostpreußen.
In Kriegsfolge kam Sternfelde 1945 mit dem gesamten südlichen Ostpreußen zu Polen und erhielt die polnische Namensform „Gwiazdowo“. Heute ist der Ort in die Gmina Mrągowo (Landgemeinde Sensburg) im Powiat Mrągowski (Kreis Sensburg) eingegliedert, bis 1998 der Woiwodschaft Olsztyn (Allenstein), seither der Woiwodschaft Ermland-Masuren zugehörig.

## Kirche
Bis 1945 war Sternfelde in die evangelische Pfarrkirche Sensburg (Sprengel Stadt) in der Kirchenprovinz Ostpreußen der Kirche der Altpreußischen Union sowie in die katholische Kirche St. Adalbert Sensburg im Bistum Ermland eingepfarrt.
Auch heute noch ist Gwiazdowo in diese beiden Kirchen innerhalb der Stadt Mrągowo einbezogen.

## Verkehr
Gwiazdowo liegt verkehrsgünstig an der Woiwodschaftsstraße 600, die die beiden Städte Mrągowo (Sensburg) und Szczytno (Ortelsburg) und ihre Regionen  miteinander verbindet. Eine Anbindung an das Schienennetz besteht nicht.